# کنی (کانزاس)
کنی (به انگلیسی: Caney) شهری در ایالت کانزاس کشور ایالات متحده آمریکا است که جمعیت آن در سرشماری سال ۲۰۱۰ میلادی، ۲٬۲۰۳ نفر بوده‌است.